# Mistrzostwa Świata w Lekkoatletyce 2015 – bieg na 10 000 m kobiet
Bieg na 10 000 metrów kobiet – jedna z konkurencji biegowych rozgrywanych podczas lekkoatletycznych mistrzostw świata Stadionie Narodowym w Pekinie.

## Terminarz
| Data        | Godzina |       |
| ----------- | ------- | ----- |
| 24 sierpnia | 20:35   | Finał |

## Rekordy
Tabela prezentuje rekord świata, rekordy poszczególnych kontynentów, mistrzostw świata, a także najlepszy rezultat na świecie w sezonie 2015 przed rozpoczęciem mistrzostw.
|                            | Zawodnik           | Wynik    | Miejsce   | Data                  |
| -------------------------- | ------------------ | -------- | --------- | --------------------- |
| Rekord świata              | Wang Junxia        | 29:31,78 | Pekin     | 8 września 1993(dts)  |
| Listy światowe             | Gelete Burka       | 30:49,68 | Hengelo   | 17 czerwca 2015(dts)  |
| Rekord mistrzostw świata   | Berhane Adere      | 30:04,18 | Paryż     | 23 sierpnia 2003(dts) |
| Rekord Afryki              | Meselech Melkamu   | 29:53,80 | Utrecht   | 14 czerwca 2009(dts)  |
| Rekord Ameryki Południowej | Carmem de Oliveira | 31:47,76 | Stuttgart | 21 sierpnia 1993(dts) |
| Rekord Ameryki Północnej   | Shalane Flanagan   | 30:22,22 | Pekin     | 15 sierpnia 2008(dts) |
| Rekord Australii i Oceanii | Kimberley Smith    | 30:35,54 | Palo Alto | 4 maja 2008(dts)      |
| Rekord Azji                | Wang Junxia        | 29:31,78 | Pekin     | 8 września 1993(dts)  |
| Rekord Europy              | Elvan Abeylegesse  | 29:56,34 | Pekin     | 15 sierpnia 2008(dts) |

## Minima kwalifikacyjne
Aby zakwalifikować się do mistrzostw, należało wypełnić minimum kwalifikacyjne wynoszące 32:00,00 (uzyskane w okresie od 1 stycznia 2014 do 10 sierpnia 2015) bądź znaleźć się w czołowej "15" mistrzostw świata w przełajach (2015).

## Wyniki
| Pozycja | Zawodniczka         | Państwo                      | Czas     | Uwagi |
| ------- | ------------------- | ---------------------------- | -------- | ----- |
| 01 !    | Vivian Cheruiyot    | Kenia                        | 31:41.31 |       |
| 02 !    | Gelete Burka        | Etiopia                      | 31:41.77 |       |
| 03 !    | Emily Infeld        | Stany Zjednoczone            | 31:43.49 |       |
| 4.      | Molly Huddle        | Stany Zjednoczone            | 31:43.58 |       |
| 5.      | Sally Kipyego       | Kenia                        | 31:44.42 | SB    |
| 6.      | Shalane Flanagan    | Stany Zjednoczone            | 31:46.23 |       |
| 7.      | Alemitu Heroye      | Etiopia                      | 31:49.73 |       |
| 8.      | Betsy Saina         | Kenia                        | 31:51.35 | SB    |
| 9.      | Beleynesh Oljira    | Etiopia                      | 31:53.01 |       |
| 10.     | Susan Kuijken       | Holandia                     | 31:54.32 |       |
| 11.     | Jip Vastenburg      | Holandia                     | 32:03.03 |       |
| 12.     | Sara Moreira        | Portugalia                   | 32:06.14 |       |
| 13.     | Kasumi Nishihara    | Japonia                      | 32:12.95 |       |
| 14.     | Brenda Flores       | Meksyk                       | 32:15.26 |       |
| 15.     | Kate Avery          | Wielka Brytania              | 32:16.19 |       |
| 16.     | Trihas Gebre        | Hiszpania                    | 32:20.87 |       |
| 17.     | Juliet Chekwel      | Uganda                       | 32:20.95 | NR    |
| 18.     | Lanni Marchant      | Kanada                       | 32:22.50 |       |
| 19.     | Ana Dulce Félix     | Portugalia                   | 32:26.07 |       |
| 20.     | Yuka Takashima      | Japonia                      | 32:27.79 |       |
| 21.     | Almensch Belete     | Belgia                       | 32:47.62 | SB    |
| 22.     | Rei Ohara           | Japonia                      | 32:47.74 |       |
| 23.     | Natasha Wodak       | Kanada                       | 32:59.20 |       |
| 24.     | Nazret Weldu        | Erytrea                      | 35:14.18 | SB    |
| –       | Alia Saeed Mohammed | Zjednoczone Emiraty Arabskie | DNF      |       |